# Březí (hradiště)
Březí je pravěké hradiště severně od stejnojmenné vesnice v okrese Praha východ. Nachází se na ostrožně nad pravým břehem říčky Výmoly severně od Březí v místech s pomístním názvem Staré šance nebo V Šancích. Pozůstatky hradiště jsou chráněny jako kulturní památka.

## Historie
Hradiště na ostrožně s názvem V Šancích nebo Staré šance je známé od roku 1868, kdy jej ve svém díle uvedl Jan Erazim Vocel. Josef Ladislav Píč předpokládal, že se jedná o slovanské hradiště, ale archeologický výzkum, provedený v roce 1961 Jaroslavem Kudrnáčem, prokázal, že bylo osídleno v době halštatské. Sloužilo pravděpodobně jako sídlo tehdejší elitní vrstvy obyvatel.

## Stavební podoba
Hradiště bylo postaveno na ostrožně s přibližně lichoběžníkovým půdorysem a rozlohou asi tři hektary. Přirozenou ochranu poskytovaly strmé svahy a na přístupné východní straně opevnění tvořené dvojicí valů a příkopů. První překážkou byl příkop, který je v dochované podobě pět metrů široký a 1,25 metru hluboký. Za ním stála hradba, ze které se v celé délce dochoval 160 metrů dlouhý val vysoký asi dva metry a v patě 7,5 metru široký.
Vnitřní linie opevnění začíná asi deset metrů za vnějším valem. Také ji tvoří val s příkopem. Val však nedosahuje až k okrajům ostrožny, ale končí pět metrů od severního a sedmnáct metrů od jižního okraje. Původní hradby byly dřevohlinité, neměly čelní kamenná zeď a pravděpodobně zanikly požárem. Zbývající tři strany hradiště mohly být obehnány lehčím opevněním. Možným pozůstatkem obvodového příkopu je terasovitý schod ve svahu pod okrajem plošiny.